# Choe Dok-sin
Choe Dok-sin (* 17. September 1914; † 14. November 1989 in Pjöngjang, auch Choi Duck-shin geschrieben) war ein koreanischer Politiker und Militär.

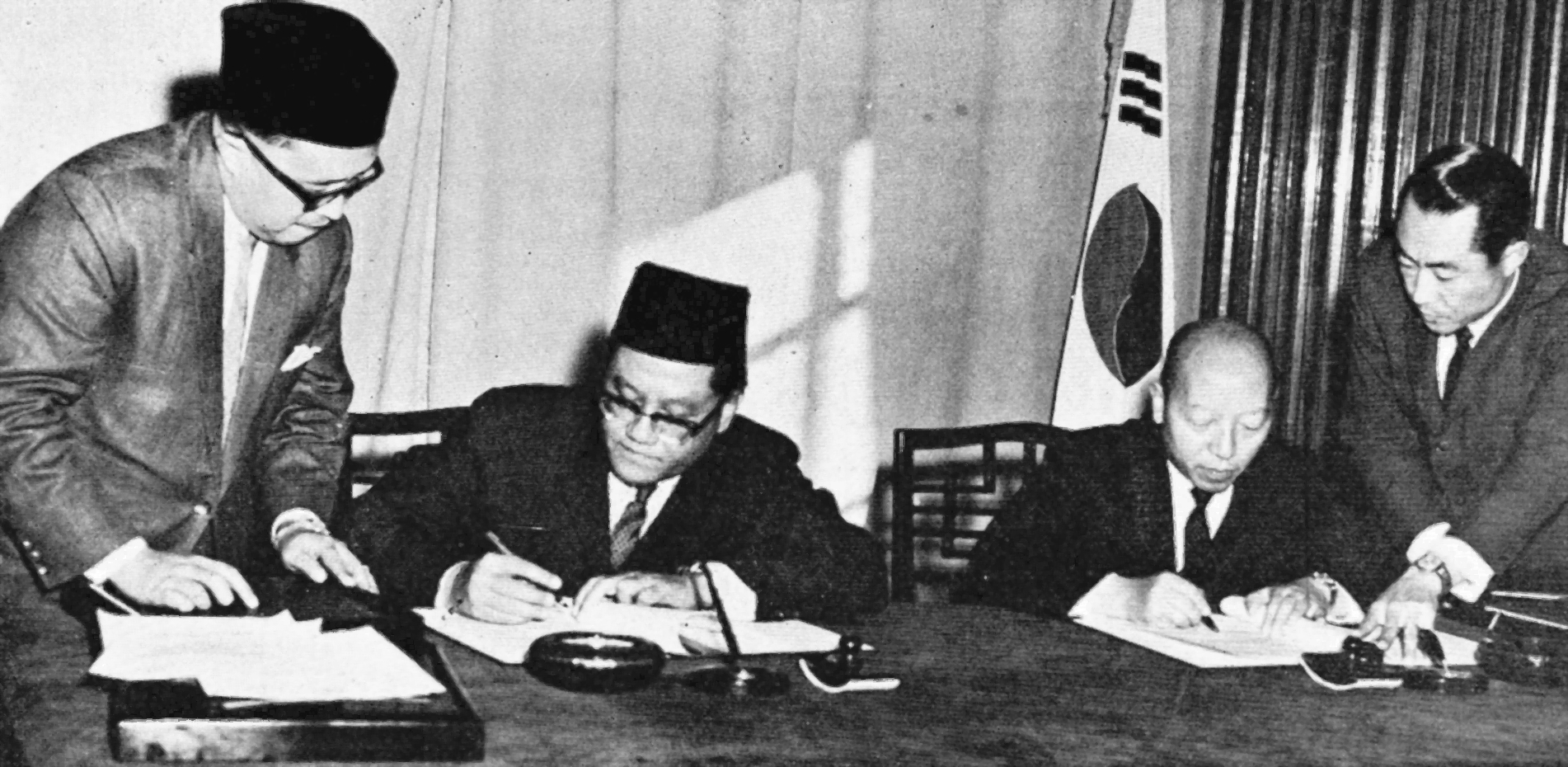
Der Landwirtschaftsminister von Malaysia, Mohamed Khir Johari (li.) und der südkoreanische Außenminister Choe Dok-sin (re.) bei der Unterzeichnung des ersten Handelsabkommens zwischen diesen Staaten am 5. Nov. 1962 in Seoul.

Choe Dok-sin besuchte vor dem Zweiten Weltkrieg eine chinesische Militärakademie und nach dem Krieg die US-amerikanischen Militärschulen in Fort Riley und Fort Benning. Er machte in der südkoreanischen Armee Karriere und war nach dem Militärputsch unter Park Chung-hee südkoreanischer Außenminister von 1961 bis 1963. Danach war er Botschafter der Republik Korea in Bonn von 1963 bis 1967. Später war Choe Führer der religiösen Bewegung des Cheondogyo. 1977 wanderte er in die USA aus, wo er um politisches Asyl bat.
In den 1980er Jahren kam er in Kontakt mit der Koreanischen Konferenz für Demokratie und Wiedervereinigung, einer Gruppe, die mit dem nordkoreanischen Regime unter Staatschef Kim Il-sung sympathisierte. 1984 besuchte er erstmals die nordkoreanische Hauptstadt Pjöngjang. Zwei Jahre später übersiedelte er gemeinsam mit seiner Frau Ryu Mi-yong nach Nordkorea. Bis zu seinem Tod 1989 war er hier Vorsitzender des Zentralkomitees der Chondoistischen Ch’ŏngu-Partei. Nach seinem Tod übernahm seine Witwe dieses Amt. Außerdem war er bis zuletzt Vizevorsitzender des Komitees für die friedliche Wiedervereinigung des Vaterlandes und Vorsitzender des Koreanischen Religionsrates. Im Juli 2019 siedelte sein Sohn Choe In Guk ebenfalls nach Nordkorea über.

## Werke
- The Nation and I. For the reunification of the motherland. Foreign Languages Publishing House, Pjöngjang, 1987.
- My Thirty Years in South Korea: amid the tragedy of national division. Foreign Languages Publishing House, Pjöngjang, 1989.
- In the embrace of my motherland. Foreign Languages Publishing House, Pjöngjang, 1990.